# Liste der Baudenkmale in Oldenburg (Oldb) – Bergstraße
In der Liste der Baudenkmale in Oldenburg (Oldb) – Bergstraße stehen alle Baudenkmale der Bergstraße in Oldenburg (Oldb). Die Quelle der IDs und der Beschreibungen ist der Denkmalatlas Niedersachsen.
Der Stand der Liste ist das Jahr 2022.

## Allgemein
In den Spalten befinden sich folgende Informationen:
- Lage: die Adresse des Baudenkmales und die geographischen Koordinaten. Kartenansicht, um Koordinaten zu setzen. In der Kartenansicht sind Baudenkmale ohne Koordinaten mit einem roten Marker dargestellt und können in der Karte gesetzt werden. Baudenkmale ohne Bild sind mit einem blauen Marker gekennzeichnet, Baudenkmale mit Bild mit einem grünen Marker.
- Bezeichnung: Bezeichnung des Baudenkmales
- Beschreibung: die Beschreibung des Baudenkmales. Unter § 3 Abs. 2 NDSchG werden Einzeldenkmale und unter § 3 Abs. 3 NDSchG Gruppen baulicher Anlagen und deren Bestandteile ausgewiesen.
- ID: die Objekt-ID des Baudenkmales
- Bild: ein Bild des Baudenkmales, ggf. zusätzlich mit einem Link zu weiteren Fotos des Baudenkmals im Medienarchiv Wikimedia Commons. Wenn man auf das Kamerasymbol klickt, können Fotos zu Baudenkmalen aus dieser Liste hochgeladen werden:

Zurück zur Hauptliste
| Lage                                           | Bezeichnung          | Beschreibung | ID       | Bild |
| ---------------------------------------------- | -------------------- | --- | -------- | ---- |
| Bergstraße 2 53° 8′ 22″ N, 8° 12′ 46″ O        | Wohnhaus             | Zweigeschossiger traufständiger Fachwerkbau mit Straßenfassade aus verputztem Backstein unter Satteldach. Im Erdgeschoss zwei neue rundbogige Fenster und links der Eingang mit möglicherweise bauzeitlicher Tür, im OG dichte Reihe von fünf hochrechteckigen Fenstern. Gefüge vor allem im Erdgeschoss stark verändert. | 37452532 | BW   |
| Bergstraße 3 53° 8′ 22″ N, 8° 12′ 46″ O        | Wohnhaus             | Zweigeschossiger giebelständiger Massivbau von vier Achsen unter Satteldach, Fassade mit Backstein verblendet. Neubau von 1977 nach dem Vorbild des Vorgängers (dieser wohl vom Anfang des 18. Jhs.) und unter Wiederverwendung einiger Spolien (Haustür und Oberlicht). | 37452554 |      |
| Bergstraße 4 53° 8′ 22″ N, 8° 12′ 45″ O        | Wohnhaus             | Traufständiges zweigeschossiges Fachwerkhaus von fünf Achsen unter Satteldach. Eingang mittig, Obergeschoss leicht vorkragend. Fassade erneuert (Erdgeschoss massiv), alt nur noch die profilierten Windbretter zwischen den Balkenköpfen. Erbaut wohl 1. Hälfte 18. Jh. | 37452599 |      |
| Bergstraße 4a 53° 8′ 22″ N, 8° 12′ 46″ O       | Wohnhaus             | Zweigeschossiger traufständiger geschlämmter Backsteinbau von drei Achsen unter Satteldach. Eingang links. Zwei Giebelgaupen neu. Erbaut wohl im frühen 19. Jh. | 37452577 | BW   |
| Bergstraße 5 53° 8′ 21″ N, 8° 12′ 45″ O        | Wohnhaus             | Quergelagerter zweigeschossiger Putzbau von sieben Achsen unter Walmdach. Eingang etwas nach rechts verschoben, darüber gaupenartiges kleines Zwerchhaus mit Aufzugsbalken. Erbaut wohl im späten 18. Jh. | 37452622 | BW   |
| Bergstraße 7 53° 8′ 21″ N, 8° 12′ 45″ O        | Wohnhaus             | Zweigeschossiger giebelständiger Bau von drei Achsen unter Satteldach. Eingang links. Fassade und Erdgeschoss in Backstein, Obergeschoss auf der rechten Seite in Fachwerk. Im Kern 1792, im 19. Jh. mehrfach stark verändert, u. a. 1822. | 37452644 | BW   |
| Bergstraße 8 53° 8′ 21″ N, 8° 12′ 45″ O        | Wohnhaus             | Giebelständiger zweigeschossiger Putzbau von drei Achsen unter Schopfwalmdach. Eingang links. Stark verändertes Gebäude. Erbaut wohl um 1800. | 37452666 | BW   |
| Bergstraße 9 53° 8′ 20″ N, 8° 12′ 45″ O        | Wohnhaus             | Zweigeschossiger traufständiger Putzbau unter Satteldach. Im Erdgeschoss drei Fenster rechts und Eingang links, im Obergeschoss zwei mittige Fenster. Kern ein Stallgebäude von 1886, 1896 Umbau zum Wohnhaus (eineinhalbgeschossiger giebelständiger Bau von vier Achsen, Typus "Oldenburger Hundehütte", davon die beiden rechten Erdgeschossfenster und die Obergeschossfenster), Fassade 20. Jh. | 37452688 | BW   |
| Bergstraße 10 53° 8′ 20″ N, 8° 12′ 44″ O       | Wohnhaus             | Zweigeschossiger giebelständiger Putzbau von vier Achsen über Kellersockel mit Drempel unter Satteldach. Im Erdgeschoss Fenster mit flachen Segmentbögen und mittiger Eingang, im Obergeschoss und Giebel Rundbogenfenster mit Ädikularahmung. Putzgliederung: horizontale Fugen, Fensterrahmen, Ädikulen, geschossteilende Gesimse. Erbaut 1872, Architekt Gerhard Schnitger. | 37452710 | BW   |
| Bergstraße 11 53° 8′ 20″ N, 8° 12′ 44″ O       | Wohnhaus             | Zweigeschossiger traufständiger Putzbau von drei Achsen unter Satteldach. Segmentbogenfenster, Eingang rechts, Putzgliederung: Fensterrahmen, geschossteilende Gesimse. Erbaut 1861. | 37455936 |      |
| Bergstraße 12 53° 8′ 20″ N, 8° 12′ 44″ O       | Wohnhaus             | Zweigeschossiger traufständiger Putzbau unter Satteldach. In jedem Geschoss zwei moderne Fenster, Eingang links. | 37455958 |      |
| Bergstraße 13 53° 8′ 20″ N, 8° 12′ 44″ O       | Wohnhaus             | Zweigeschossiger traufständiger Putzbau unter Satteldach. Im Erdgeschoss zwei Fenster links und Eingang rechts, im OG zwei Fenster. | 37455980 |      |
| Bergstraße 14 53° 8′ 20″ N, 8° 12′ 43″ O       | Wohn-/ Geschäftshaus | Zweigeschossiger traufständiger Putzbau mit tiefem übergiebeltem Risalit rechts unter Satteldach. Risalit folgt alter Straßenbreite, der zurückgesetzte Teil links dem breiteren, 1845 angelegten Endabschnitt der Bergstraße. Im Erdgeschoss Fenster und Eingang links und Ladeneinbau im Risalit, im OG Rundbogenfenster, am Risalit als Zweiergruppe. Putzgliederung: horizontale Fugen, geschosssteilendes Gesimse, im OG Fensterrahmungen, Brüstungsfelder und Ädikulen, unter der Traufe Konsolfries, am Giebel Zahnschnitt. Erbaut 1883 | 37456002 | BW   |
| Bergstraße 15 53° 8′ 19″ N, 8° 12′ 43″ O       | Wohnhaus             | Zweigeschossiger giebelständiger Putzbau unter Satteldach. Im Erdgeschoss modernes Schaufenster links und Eingang rechts, im Obergeschoss drei leicht segmentbogige Fenster. Sparsame Putzgliederung: geschossteilende Gesimse, Fensterrahmungen. | 37456024 | BW   |
| Bergstraße 16 53° 8′ 19″ N, 8° 12′ 43″ O       | Wohnhaus             | Giebelständiger zweigeschossiger Putzbau von vier Achsen mit Drempel unter Satteldach. Eingang rechts. Fassade verändert. Zweites Stockwerk 1863 (Kern wohl älter). | 37456046 | BW   |
| Bergstraße 17 / 17a 53° 8′ 19″ N, 8° 12′ 44″ O | Wohnhaus             | Eckhaus zum Theaterwall. Zweigeschossiger Putzbau über Kellersockel unter Mansardwalmdach, beide Straßenansichten fünfachsig. Links zur Bergstraße dreiachsiger Mittelrisalit mit zentralem Portal, linksseitig eingeschossiger dreiachsiger Anbau. Rechts zum Theaterwall mittig Erker im OG und rechts zweiachsiger Risalit, darüber Zwerchgiebel mit Voluten und segmentbogen-förmigem Abschluss. An der rechten Seite zurückliegender eingeschossiger Vorbau (später auf zwei Geschosse erhöht) und hinten Risalit mit Zwerchgiebel entsprechend dem an der Theaterstraße. Putzgliederung: Quaderung des Sockelgeschosses und der Ecken, horizontale Fugen an beiden Geschossen, geschossteilende Gesimse, Fensterrahmungen, Pilaster und Ädikula am Portal, Ädikulen an den Obergeschossfenstern, Konsolfries unter der Traufe. Erbaut 1880 für den Vizeoberstallmeister Graf Wedel, Architekt Gerhard Schnitger. | 37469921 | BW   |
| Bergstraße 19 53° 8′ 20″ N, 8° 12′ 45″ O       | Wohnhaus             | Zweigeschossiger giebelständiger Putzbau von fünf Achsen über Kellersockel unter Schopfwalmdach, gelegen an der Ecke zur Kleinen Kirchenstraße. Fenstersohlbänke und sparsame Putzgliederung mit geschossteilenden Gesimsen und Traufgesims. Erbaut zwischen 1825 und 1841, 1892 Veränderung der Veranda, 1904 Verlegung des Eingangs von der Kleinen Kirchstraße an die Bergstraße. | 39025030 | BW   |